# Pandecte
1. Pandecte (Fr. pandectes, Lat. pandectae, provine din Gr. pandektes, atotcuprinzător), desemnează o lucrare de mari proporții care redă informații într-un mod ușor de înțeles, fiind des folosit în antichitate pentru intitularea unor lucrări din diverse domenii.
2. Pandecte. Culegere de opinii ale jurisconsulților romani asupra principalelor probleme de drept, alcătuită în vremea împăratului Justinian și adaptată în timp nevoilor noilor instituții.

## Istoriografie
În anul 533, apare lucrarea Pandectele sau Digestele, o culegere de fragmente extrase din lucrările jurisconsulților clasici, la ordinul împaratului Justinian I.
Între secolul al IV-lea și secolul al XII-lea, cuvantul Pandecte apare desemnand volumele complete ale Noului Testament.